# Kalná Roztoka
Kalná Roztoka est un village de Slovaquie situé dans la région de Prešov.

## Histoire
Première mention écrite du village en 1568.

## Démographie

### Évolution de la population
| Année:               | 1994. | 2004.    | 2014.   | 2024.    |
| -------------------- | ----- | -------- | ------- | -------- |
| Nombre de personnes: | 694   | 604      | 570     | 510      |
| Différence:          |       | -12,96 % | -5,62 % | -10,52 % |

| Année:               | 2023. | 2024.   |
| -------------------- | ----- | ------- |
| Nombre de personnes: | 516   | 510     |
| Différence:          |       | -1,16 % |